# Pilota d'Or 1971
El premi Pilota d'Or 1971, atorgat al millor futbolista europeu de l'any, a criteri d'un panell de periodistes esportius d'arreu dels territoris membres de la UEFA, fou entregat a Johan Cruyff el 28 de desembre de 1971.
Cruyff va ser el primer neerlandès a guanyar el premi, i també el primer jugador de l'AFC Ajax a guanyar el trofeu.

## Classificació
| Posició | Nom                | Club             | Nacionalitat             | Punts |
| 1       | Johan Cruyff       | Països Baixos    | AFC Ajax                 | 116   |
| 2       | Sandro Mazzola     | Itàlia           | Inter de Milà            | 57    |
| 3       | George Best        | Irlanda del Nord | Manchester United FC     | 56    |
| 4       | Günter Netzer      | RFA              | Borussia Mönchengladbach | 30    |
| 5       | Franz Beckenbauer  | RFA              | Bayern de Múnic          | 27    |
| 6       | Gerd Müller        | RFA              | Bayern de Múnic          | 18    |
| 6       | Josip Skoblar      | Iugoslàvia       | Olympique de Marsella    | 18    |
| 8       | Martin Chivers     | Anglaterra       | Tottenham Hotspur FC     | 12    |
| 9       | Piet Keizer        | Països Baixos    | AFC Ajax                 | 9     |
| 10      | Bobby Moore        | Anglaterra       | West Ham United FC       | 7     |
| 10      | Ferenc Bene        | Hongria          | Újpest FC                | 7     |
| 12      | Yevhen Rudakov     | Unió Soviètica   | FC Dinamo de Kíev        | 6     |
| 13      | Giacinto Facchetti | Itàlia           | Inter de Milà            | 4     |
| 13      | Mimis Domazos      | Grècia           | Panathinaikos FC         | 4     |
| 15      | Pirri              | Espanya          | Reial Madrid             | 3     |
| 15      | Dragan Džajić      | Iugoslàvia       | Estrella Roja de Belgrad | 3     |
| 15      | Berti Vogts        | RFA              | Borussia Mönchengladbach | 3     |
| 18      | Terry Cooper       | Anglaterra       | Leeds United FC          | 2     |
| 18      | Francis Lee        | Anglaterra       | Manchester City FC       | 2     |
| 18      | Wolfgang Overath   | RFA              | 1. FC Köln               | 2     |
| 18      | Wilfried Van Moer  | Bèlgica          | Standard Liège           | 2     |
| 22      | Bobby Charlton     | Anglaterra       | Manchester United FC     | 1     |
| 22      | Albert Shesternyov | Unió Soviètica   | CSKA Moscou              | 1     |